# Das Meer ruft
Das Meer ruft ist ein 1932 entstandenes deutsches Spielfilmdrama von Hans Hinrich mit Heinrich George in der Hauptrolle.

## Handlung
In Das Meer ruft wird Ibsens Vorlage, die zur Zeit der englischen Seeblockade gegen Napoleons Frankreich spielt, ins Baltikum zur Zeit des Ersten Weltkriegs verlegt.
Terje Wiggen ist Angehöriger der deutschsprachigen Bevölkerungsminderheit im russischen Zarenreich (sog. Baltendeutscher). Er arbeitet als Lotse in einem kleinen Hafen, der zur baltischen Insel Moon gehört. Mit seiner Frau Antje führt Terje eine glückliche Ehe, sein Traum ist es jedoch nicht, für immer an Land zu bleiben. Vielmehr zieht es ihn hinaus auf die hohe See, da für ihn das Leben als Lotse an Land eintönig erscheint. Als er erfährt, dass der Steuermann eines Handelsschiffs ausgefallen ist, heuert er dort augenblicklich an. Von diesem Entschluss kann ihn auch die Tatsache nicht abhalten, dass seine Frau schwanger ist. Schnell verschafft sich der erfahrene Seemann an Bord der „Carola“ Respekt. Auch in Notlagen weiß er stets, was zu tun ist. Eine anhaltende Flaute, die den Zweimaster von der Seefahrtsroute abtreibt, bringt jedoch auch ihn in Schwierigkeiten. Wiggens Schiff dümpelt eine Zeitlang dahin, und er muss, um eine ausbrechende Krankheit zu verhindern, die allmählich verfaulenden Wasserreserven über Bord kippen. Zudem gelingt es nicht, zu verhindern, dass „Carola“-Kapitän Peters an der Pest erkrankt. 
Da sich die restliche Schiffsbesatzung aus Angst vor Ansteckung weigert, dem Kapitän ein anständiges Seebegräbnis zu ermöglichen, übernimmt Wiggen diese Aufgabe ganz allein. Die Furcht, ebenfalls an Pest zu erkranken und zu sterben, veranlasst die Seeleute, die „Carola“ heimlich mit dem Rettungsboot zu verlassen. Terje Wiggen bleibt allein an Bord zurück. Dann kommt auch noch ein Sturm auf, und er gerät in Seenot. Terje Wiggen überlebt die Naturunbilden mit Müh und Not, doch die „Carola“ ist nur noch ein Wrack. Tage später wird er, auf der Ostsee treibend, entdeckt und aufgefischt. Derweil ist im August 1914 der Krieg ausgebrochen, und Antje weiß nicht, dass ihr Mann noch lebt. Als Terje stark verspätet nach Hause kommt, ist das Glück der beiden schier endlos. Terje verspricht seiner Frau, fortan nicht mehr zur See fahren zu wollen und sie mit ihren Sorgen daheim zurückzulassen. 
Zwei Jahre sind ins Land gegangen und Terje muss schmerzlich zur Kenntnis nehmen, dass die kaiserlich-deutsche Marine den Seeweg nach Russland blockiert. Dies hat auch für ihn persönlich und seine kleine Familie katastrophale Folgen, denn seiner Frau und dem Baby droht dadurch der Hungertod. Da reift in ihm der Entschluss, sich ein Boot zu nehmen und auf gut Glück die Seeblockade zu durchbrechen, um Nahrung zu organisieren. Auf der Rückfahrt greift ein deutsches Torpedoboot Terjes kleines Schiff an. Sein Boot wird versenkt, Terje Wiggen verhaftet und abgeführt. Doch in der Angst um seine daheim darbende Familie lässt sich Wiggen zu einer Kurzschlusshandlung hinreißen und attackiert den Matrosen, der ihn abführen will. Daraufhin verurteilt ein deutsches Seekriegsgericht den Steuermann zu einer langjährigen Haftstrafe, die er in deutscher Gefangenschaft verbüßt.
Fünf Jahre sind seitdem vergangen. Der Krieg ist längst beendet, und endlich lässt man Terje Wiggen wieder heimwärts ziehen. Als gebrochener Mann kehrt er auf seine kleine Insel, zurück. Antje ist an Entkräftung und Hunger gestorben. Auch glaubte sie, dass ihr Terje sie erneut verlassen habe und der Ruf des Meeres für ihn zu stark gewesen sein musste. Als er sein Kind, das seit Antjes Tod bei fremden Menschen aufwuchs, umarmen will, läuft es verängstigt vor ihm fort. Verbittert sucht Terje Wiggen fortan die Einsamkeit und wird ein Eigenbrötler, der sich wieder als Lotse verdingt. Am Leben halten ihn nur noch düstere Rachegedanken und der Hass auf denjenigen Mann, den er für sein Elend und den Tod seiner geliebten Frau verantwortlich macht. Eines Tages gerät ebendieser Mann, der einstige Kapitän vom Torpedoboot 81 mit seiner Jacht vor der baltischen Küste in Seenot. Zwar hilft Wiggen ihm, doch dann kommt es zum Zweikampf auf Leben und Tod. Erst im letzten Moment lässt Terje von dem Mann ab. In ihm ist die Erkenntnis gereift, dass der Tod dieses Mann ihm seine Antje und den gemeinsamen Sohn nie zurückbringen wird. Und so geleitet er dessen Jacht sicher in den nächsten Hafen.

## Produktionsnotizen
Das Meer ruft entstand, keine zwei Wochen nach Abschluss der Dreharbeiten zu seinem anderen Meeresfilm dieses Jahres, Schleppzug M 17, zwischen dem 10. Oktober und dem 15. Dezember 1932 rund um die dänische Ostseeinsel Bornholm (Außenaufnahmen) und im Terra-Glashaus (Studioaufnahmen) in Berlin-Marienfelde. Die Uraufführung fand am 26. Januar 1933 in den Niederlanden statt, die deutsche Erstaufführung war am 23. Februar 1933 im Ufa-Theater-Kurfürstendamm. In Österreich konnte man Das Meer ruft ab dem 28. Juni bzw. 5. Juli 1935 unter dem Titel Meuterei auf hoher See sehen.
Karl Löb und der Nebendarsteller Roland von Rossi assistierten den Chefkameraleuten Willy Winterstein und Kurt Neubert. Komponist Werner Schmidt-Boelcke hatte auch die musikalische Leitung inne. Die Liedtexte schrieb Hans Christoph Schulz. Die Bauten schufen Erich Zander und Ernő Metzner, die Kostüme entwarf Willi Ernst. Hans Strobel und Erich R. Schwab sorgten für den Ton, Erich Schikowski war Produktionsleiter, Hans Schönmetzler Aufnahmeleiter.
Für Ferdinand von Alten war dies die letzte (winzige) Filmrolle. Er starb drei Wochen nach der Uraufführung. Das Lied des Films Der brave Peter (Musik: Karl Knauer, Text: Hans Christoph Schulz) wurde von Ernst Busch gesungen.

## Kritiken
Paimann’s Filmlisten resümierte: „Trotz teilweiser Qualitäten nur ein passabler Mittelfilm.“
Der Autor und Kritiker Karlheinz Wendtland bemerkte zur Leistung von Heinrich George: „Sie rauben ihm Weib, Kind, Frieden, sie rauben ihm das Glück. Den mächtigen Raum dieser schicksalhaften Handlung füllt Heinrich George mit seiner starken Begabung aus. Wenn George auftritt, zittert die Erde. Das kommt besonders in der Gefängnisszene zum Ausdruck, in der er brüllt wie ein verendendes Tier. Wenn er leise ist, schweigt die See. Ein grandioser Film.“
Im Lexikon des Internationalen Films heißt es: „Qualitätsvolles Melodram mit eindrucksvollem Spiel Heinrich Georges.“